# Gary J. Brink
Pour les articles homonymes, voir Brink.
Gary J. Brink est un chef décorateur américain.

## Filmographie (sélection)
- 1979 : Que le spectacle commence (All That Jazz) de Bob Fosse
- 1980 : Pulsions (Dressed to Kill) de Brian De Palma
- 1981 : L'Œil du témoin (Eyewitness) de Peter Yates
- 1989 : Family Business de Sidney Lumet
- 1990 : Contre-enquête (Q & A) de Sidney Lumet
- 1990 : Premiers pas dans la mafia (The Freshman) d'Andrew Bergman

## Distinctions
- Oscars 1980 : Oscar des meilleurs décors pour Que le spectacle commence